# Erythrobarbula pulvinans
Erythrobarbula pulvinans är en bladmossart som först beskrevs av Theodor Carl Karl Julius Herzog, och fick sitt nu gällande namn av Steere 1951. Erythrobarbula pulvinans ingår i släktet Erythrobarbula, klassen egentliga bladmossor, divisionen bladmossor och riket växter. Inga underarter finns listade i Catalogue of Life.